# Аликанте (провинция)
Алика̀нте (на испански: Alicante; на каталонски: Alacant) е провинция в Югоизточна Испания, част от автономна област Валенсия. Граничи с областта Мурсия и провинция Албасете на запад, с провинция Валенсия на север и със Средиземно море на изток. Административен център е град Аликанте. Други големи градове са Елче, Дения, Бенидорм, Калпе, Алкой, Торевиеха и Ориуела; в Аликанте се намира и туристическият център Дения.